# Epitheronia tomeus
Epitheronia tomeus är en stekelart som först beskrevs av Gupta 1962.  Epitheronia tomeus ingår i släktet Epitheronia och familjen brokparasitsteklar. Inga underarter finns listade i Catalogue of Life.